# Betűhelyettesítés
Az átbetűzés speciális esete. A latin írású nyelvekből származó szavakat, ha azoknak nem alakult ki a magyarban meghonosodott, sajátos alakja, eredeti alakjukban használjuk.
Megőrizzük tehát
- a mellékjeles latin betűket (például ă, ř, ş),
- a latin betűk különleges változatait (például æ, đ, ł, ø) és
- a hagyományos latin ábécé által nem tartalmazott alapbetűket is (például ð, ß, þ).

Ha az ilyen betűk leírása nyomdatechnikailag nem oldható meg, akkor az alapbetűvel helyettesíthetjük őket (például đ helyett d). Kivételek ez alól az alábbi, nemzetközileg bevett helyettesítések:
- æ → ae
- ð → dh
- ə → e
- ŋ → ng
- œ → oe
- ø → ö
- ß → ss
- þ → th

Betűrendbe soroláskor is ezeket a helyettesítéseket lehet figyelembe venni.